# Kitinäinsaaret
Kitinäinsaaret är en ö i Finland. Den ligger i sjön Pyhäjärvi och i kommunen Lembois i den ekonomiska regionen Tammerfors och landskapet Birkaland, i den södra delen av landet, 150 km nordväst om huvudstaden Helsingfors. Öns area är 0,2 hektar och dess största längd är 60 meter i sydöst-nordvästlig riktning.  Notera att namnet antyder att det är fråga om flera öar.